# 森治樹
森 治樹（もり はるき、明治33年（1900年）5月3日 - 平成6年（1994年）11月4日）は日本の実業家。元資生堂社長。幼名治。

## 略年譜
- 明治33年（1900年）

5月3日 - 鳥取県西伯郡夜見村上谷（現在の米子市夜見町）に森作蔵の長男として生まれた。
- 夜見小学校2年の時、父・作蔵が大阪市役所に勤務することになり、一家をあげて上阪する。
- 川崎小学校、桃山中学（現在の桃山学院高等学校）卒業。
- 大正15年（1926年）

- 神戸高商（現在の神戸大学）卒業、資生堂大阪支店に入社。
- 昭和16年（1941年）

- 財務部長。
- 昭和19年（1944年）

- 取締役。
- 昭和22年（1947年）

- 常務取締役。
- 昭和36年（1961年）

- 専務取締役。
- 昭和37年（1962年）

- 大阪資生堂取締役兼務。
- 昭和39年（1964年）

- 取締役社長。
- 昭和42年（1967年）

- 相談役。
- 平成6年（1994年）

11月4日 - 死去。

## 家系
夜見村（現在の米子市夜見町）は境村、余子神社神官、森守祥の次男六郎右衛門守連らが、延宝7年（1679年）官許を得て開発した。境村の旧記では西小路、森家は境旧家29の1つとされ、古い家系を誇っていた。その家系図によれば人皇7代孝霊天皇の皇子正武彦命から45代餘見島宿弥守明の折、源義親との婚姻の伝承があり、それより9代守侶の時に後醍醐天皇より源姓と餘戸家の家号を賜ったとある。その頃から明応9年（1500年）の棟札に至るまで“宮脇姓”で森家の家系図で森姓と明記されているのは、森次右衛門守祥の父森豊前守守益の時で、その代か、あるいは一つ先代の時頃に、森姓に移ったと推定されている。宮脇、源、森の姓もその時代時代に宮廷より賜ったもので、慶長年間（1596年から1615年）に屡々吉田殿に参代しており下って、天明元年（1781年）には従五位に叙せられたとも伝えられている。何故森姓に移ったかは明らかでない。
森治樹は木綿、肥料、海産物の問屋を営み、持ち舟もあり、広く交易していたといわれる“問屋系森氏”の出身である。　